# Ländersache (SWR)
Die Ländersache war ein Fernsehmagazin über das aktuelle politische Geschehen in Rheinland-Pfalz. Die Sendung wurde donnerstags um 20.15 Uhr im SWR-Fernsehen für Rheinland-Pfalz ausgestrahlt und abwechselnd von Birgitta Weber und Christian Döring moderiert. Gesendet wurde live aus dem Landesfunkhaus des Südwestrundfunks in Mainz. Mit dem Jahreswechsel 2010/2011 wurde die Sendung in Zur Sache Rheinland-Pfalz! umbenannt.

## Sendungsinhalte
Im Mittelpunkt der Ländersache standen aktuelle politische Themen, die die Menschen in Rheinland-Pfalz betreffen. Die Sendung bestand aus Filmberichten, Reportagen und Gesprächen mit Studiogästen.
Besondere Aufmerksamkeit erreichte die Ländersache regelmäßig mit ihrem sogenannten Politrend. Der Politrend berichtet über die Ergebnisse einer repräsentativen Umfrage in Rheinland-Pfalz und spiegelt die politische Stimmung im Land wider. Bei dieser Umfrage wird unter anderem die sogenannte Sonntagsfrage gestellt: „Welche Partei würden Sie wählen, wenn am nächsten Sonntag Landtagswahl wäre?“. Außerdem wird regelmäßig die Beliebtheit der Politiker in Rheinland-Pfalz abgefragt und die Meinung der Bürger zu politischen Themen. Die Redaktion beauftragt für diese Umfrage mehrmals im Jahr das unabhängige Meinungsforschungsinstitut Infratest dimap.

## Geschichte
Die Ländersache ist die Nachfolge-Sendung von Politik Südwest im Südwestfunk (SWF). 
Ursprünglich gab es im SWF drei landespolitische Magazine: Landtag aktuell, Deutschhausplatz und Transparent wechselten wöchentlich.
Ab 1993 hieß die landespolitische Sendung dann ein Jahr lang Politik am Donnerstag.  
1994 entstand daraus das Magazin Politik Südwest. Im Zuge der Fusion des SWF mit dem Süddeutschen Rundfunk (SDR) zum Südwestrundfunk (SWR) startete 1998 die Ländersache.
Bis 2009 gab es jeweils eine Ländersache-Sendung für Rheinland-Pfalz und eine für Baden-Württemberg.  Das landespolitische Fernsehmagazin aus Baden-Württemberg wurde 2009 in Zur Sache Baden-Württemberg! umbenannt. In Rheinland-Pfalz hieß die Sendung bis Ende 2010 Ländersache, danach wurde diese in Zur Sache Rheinland-Pfalz! umbenannt.